# Języki tswa-ronga
Języki tswa-ronga – grupa języków z rodziny bantu, używanych w Południowej Afryce, Zimbabwe, Suazi i Mozambiku. Do języków tswa-ronga zaliczają się między innymi: ronga, tswa, tsonga.